# Vincenzo Cuccia
Vincenzo Cuccia   (Palerm, 20 de març de 1892 - Palerm, 2 de març de 1979) va ser un tirador d'esgrima italià que va competir durant la dècada de 1920.
El 1924 va prendre part en els Jocs Olímpics de París, on disputà dues proves del programa d'esgrima. Guanyà la medalla d'or en la competició de sabre per equips, i la de bronze en la d'espasa per equips.
Posteriorment treballà com a periodista per la Gazzetta dello Sport.